# Adrian R’Mante

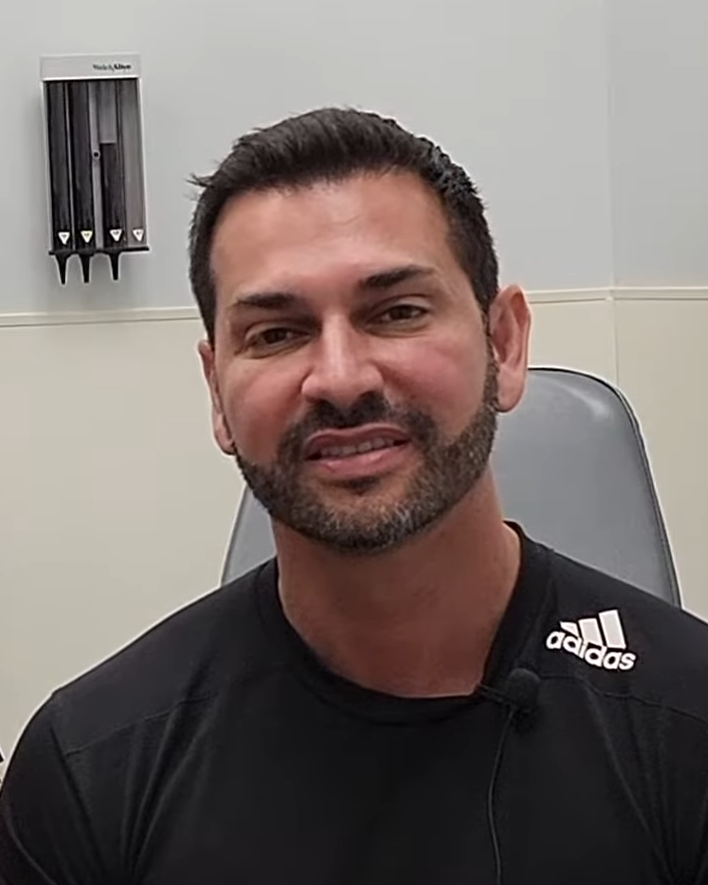
Adrian R’Mante, 2023

Adrian R’Mante (* 3. Februar 1978 in Tampa, Florida) ist ein US-amerikanischer Schauspieler.

## Leben und Karriere
R’Mante wirkte als Jugendlicher an Schulstücken und Tanzwettbewerben mit, wodurch er den Wunsch fasste Schauspieler zu werden. Er studierte Schauspiel an der University of Central Florida, danach hatte er kleinere Theaterauftritte. Erste Bekanntheit erlangte R’Mante jedoch erst als Showmaster in der Gameshow Game Lab in Orlando. Er trat seit den 1990er-Jahren auf verschiedenen Sendern wie Nickelodeon, Discovery Channel und Game Show Network als Showmaster auf.
1999 zog R’Mante nach Hollywood und kam zu ersten Film- und Fernsehrollen, die allerdings zunächst meist kleiner Natur waren. Bekannt wurde er ab 2005 durch die Rolle des Hotelpagen Esteban Julio Ricardo Montoya de la Rosa Ramirez in der Disney-Serie Hotel Zack & Cody. Auch in der Nachfolgeserie Zack & Cody an Bord hatte er 2010 einen Gastauftritt. Daneben übernahm R’Mante zahlreiche Gastauftritte in berühmten Serien wie CSI: Las Vegas, CSI: NY, Hawaii Five-O und 24.
R'Mante lebt zurzeit in Kalifornien, wo er gelegentlich als Ersatzlehrer an der Culver City High School arbeitete. Er betreibt eine Talentagentur namens CGTV.

## Filmografie (Auswahl)
- 1999: Moesha (Fernsehserie, Folge Just Above My Head)
- 2000: Furz – Der Film (F.A.R.T. – The Movie)
- 2000: Battery Park (Fernsehserie, 2 Folgen)
- 2002: S1m0ne
- 2002: The Diplomat (Kurzfilm)
- 2003: Frasier (Fernsehserie, Folge The Doctor Is Out)
- 2004: Straight-Jacket
- 2004: Summerland Beach (Summerland; Fernsehserie, 2 Folgen)
- 2005: Alias – Die Agentin (Alias; Fernsehserie, Folge The Orphan)
- 2005: JAG – Im Auftrag der Ehre (JAG; Fernsehserie, Folge Two Towns)
- 2005–2008: Hotel Zack & Cody (The Suite Life of Zack & Cody; Fernsehserie, 44 Folgen)
- 2006–2009: CSI: Vegas (Fernsehserie, 4 Folgen)
- 2007: 24 (Fernsehserie, Folge Day 6: 7:00 a.m.-8:00 a.m.)
- 2007: CSI: NY (Fernsehserie, Folge The Deep)
- 2010: Zack & Cody an Bord (The Suite Life on Deck; Fernsehserie, Folge Eine typische Schwiegermutter)
- 2011: Life at the Resort
- 2011: Underground – Tödliche Bestien (Underground)
- 2015: Navy CIS: L.A. (Fernsehserie, Folge Black Wind)
- 2017: Hawaii Five-0 (Fernsehserie, Folge Ua ho'i ka 'opua i Awalua)
- 2018: Chicken Girls: The Movie
- 2019: Magnum P.I. (Fernsehserie, Folge Day I Met the Devil)
- 2019: Twice the Dream
- 2021: Even in Dreams